# كريستينا دود
كريستينا دود (بالإنجليزية: Christina Dodd)‏ (14 يوليو 1957، أيداهو في الولايات المتحدة)؛ كاتِبة ومؤلِّفة وروائية أمريكية.